# Belén Sánchez Jiménez
Belén Sánchez Jiménez (Madrid, 24 de diciembre de 1972) es una deportista española que compitió en piragüismo en la modalidad de aguas tranquilas.
Ganó cuatro medallas en el Campeonato Mundial de Piragüismo entre los años 1997 y 2001 y nueve medallas en el Campeonato Europeo de Piragüismo entre los años 1997 y 2001.
Participó en tres Juegos Olímpicos de Verano, entre 1992 y 2000; su mejor actuación fue un sexto puesto logrado en Atlanta 1996, en la prueba de  K4 500 m.

## Palmarés internacional
| Campeonato Mundial | Campeonato Mundial | Campeonato Mundial | Campeonato Mundial |
| Año                | Lugar              | Medalla            | Competición        |
| ------------------ | ------------------ | ------------------ | ------------------ |
| 1997               | Dartmouth (Canadá) | Medalla de bronce  | K4 500 m           |
| 1998               | Szeged (Hungría)   | Medalla de bronce  | K4 500 m           |
| 2001               | Poznań (Polonia)   | Medalla de plata   | K4 200 m           |
| 2001               | Poznań (Polonia)   | Medalla de bronce  | K4 500 m           |
| Campeonato Europeo |                    |                    |                    |
| Año                | Lugar              | Medalla            | Competición        |
| 1997               | Plovdiv (Bulgaria) | Medalla de plata   | K4 200 m           |
| 1997               | Plovdiv (Bulgaria) | Medalla de bronce  | K4 500 m           |
| 1999               | Zagreb (Croacia)   | Medalla de plata   | K4 500 m           |
| 1999               | Zagreb (Croacia)   | Medalla de bronce  | K1 200 m           |
| 2000               | Poznań (Polonia)   | Medalla de bronce  | K2 200 m           |
| 2000               | Poznań (Polonia)   | Medalla de bronce  | K4 200 m           |
| 2000               | Poznań (Polonia)   | Medalla de bronce  | K4 500 m           |
| 2001               | Milán (Italia)     | Medalla de plata   | K4 200 m           |
| 2001               | Milán (Italia)     | Medalla de bronce  | K4 500 m           |